# 386

## Esdeveniments
- Teodosi I el Gran assoleix la pau amb Pèrsia i s'erigeix una columna de la victòria en honor seu.[1]
- 23 de gener: Valentinià II, sota la influència de la seva mare Justina favorable a l'acacià, autoritza les reunions de l'arianisme per una constitució imperial; la llei provoca la dimissió de Benivolus, el magister memoriae ortodox de la cort de Milà.[2]
- 19 de juny: traspàs de les relíquies dels màrtirs Gervasi i Protasi a la Basílica de Sant Ambròs de Milà, inventades per Ambròs de Milà per mantenir el fervor del poble a la fe catòlica i al seu bisbe enfront del poder imperial pro-ariasta.[3]
- Agost: conversió d'Augustí al cristianisme. Renuncia a l'ensenyament i es retira a Cassiciacum, a prop de Milà.[4] Posa fi als seus projectes matrimonials després de la lectura de la vida de Sant Antoni Abat.[5]
- Tardor: invasió dels gots al baix Danubi, dirigits pel seu rei Odoteus. Derrotats pel general romà de la infanteria de Tràcia Promotus en el pas del riu, tornen al seu país.[6]
- Els Tabgatch, dirigits per Daowudi (386-409) creen la dinastia dels Wei del Nord (386-534) i absorbeixen o destrueixen les altres tribus bàrbares instal·lades a la Xina del Nord fins a l'any 439.[7]
- Libani, un amic de l'emperador Julià l'Apòstata i portaveu de les religions antigues, fa un discurs ple de passió a Antioquia de l'Orontes En defensa dels temples,[8] testificant de l'abandó progressiu dels temples pagans, que són destruïts o cauen en ruïna, excepte els que són transformats en esglésies.
- Marcel, bisbe de Apamea, fa destruir el temple de Zeus Bélos a la seva ciutat.[9]
- Reconstrucció de l'església Sant Pau Extramurs a Roma.

## Necrològiques
- Flaccil·la, esposa de Teodosi.[10]